# Daguerre (cráter)

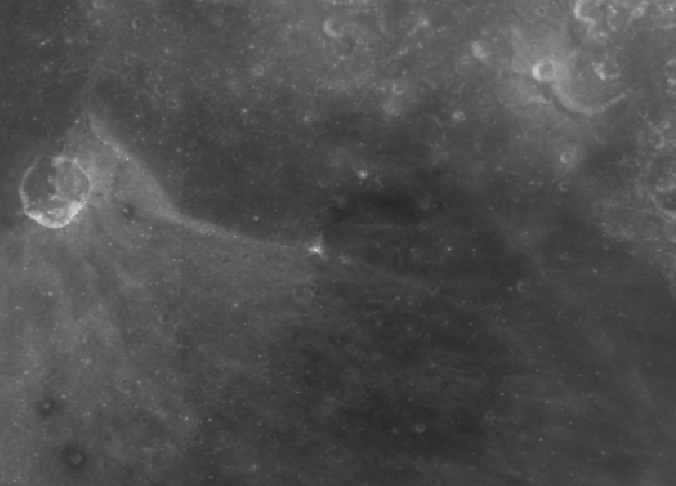
Daguerre (centro) en el extremo norte del Mare Nectaris. Una marca radial desde Mädler al oeste cruza Daguerre (Foto NASA)

Daguerre es una formación circular situada cerca del extremo norte del Mare Nectaris. Al oeste-noroeste aparece el cráter Mädler, y más allá hacia el oeste se halla el prominente cráter Theophilus. Al norte, en la sólida zona continental localizada entre los maria se encuentra el cráter Isidorus.
Se trata de un elemento con la apariencia de un cráter de impacto casi sumergida por el flujo de lava, dejando un hueco en la pared que da al suroeste con una característica forma de herradura. El suelo está recubierto por el sistema de marcas radiales lineales de Mädler. La altura máxima del borde superviviente es de 1,5 km.

## Cráteres satélite
Por convención estos elementos son identificados en los mapas lunares poniendo la letra en el lado del punto medio del cráter que está más cerca de Daguerre.
|          | \| Daguerre \| Coordenadas \| Diámetro \| \| -------- \| ----------------------------- \| -------- \| \| K \| 12°12′S 35°48′E / -12.2, 35.8 \| 5 km \| \| U \| 15°06′S 35°42′E / -15.1, 35.7 \| 4 km \| \| X \| 14°00′S 34°30′E / -14.0, 34.5 \| 4 km \| \| Y \| 13°54′S 35°24′E / -13.9, 35.4 \| 3 km \| \| Z \| 14°54′S 34°42′E / -14.9, 34.7 \| 4 km \| |          |
| Daguerre | Coordenadas | Diámetro |
| K        | 12°12′S 35°48′E / -12.2, 35.8 | 5 km     |
| U        | 15°06′S 35°42′E / -15.1, 35.7 | 4 km     |
| X        | 14°00′S 34°30′E / -14.0, 34.5 | 4 km     |
| Y        | 13°54′S 35°24′E / -13.9, 35.4 | 3 km     |
| Z        | 14°54′S 34°42′E / -14.9, 34.7 | 4 km     |